# Rivne oblast
Rivne oblast (ukrainsk: Рівненська область, tr. Rivnenska oblast) er en af Ukraines 24 oblaster beliggende i den nordlige del af Ukraine.
Rivne oblast blev grundlagt 4. december 1939 og har et areal på 20.047 km². Oblasten har 1.141.784 (2022) indbyggere. Det administrative center for Rivne oblast er placeret i Rivne (249.639). Andre større byer i Rivne oblast er Varasj (før 2016 Kuznetsovsk) (41.664), Dubno (38.073), Kostopil (31.159) og Sarny (28.604).
Mod nord grænser oblasten op til Hviderusland (Brest og Homel voblast), mod øst til Zjytomyr oblast, mod sydøst til Khmelnytskyj oblast, mod syd til Ternopil oblast, sydvest til Lviv oblast og mod vest til Volyn oblast. Oblasten ligger centralt i den historiske region Volhynien som af oblastens våbenskjold, der har et hvidt kors på en rød baggrund.
Rivne oblasts nordlige del ligger i polesiske lavland, herunder Klesivsky sletterne (140-180 moh.). Den sydlige del, ligger på det volynske højland (200-300 moh.). De højeste dele af højlandet, der når op over 300 moh., er Povtjanskahøjene (op til 361 moh.), Mizotskijhøjderyg (op til 342 moh.) og Rivneplateauet samt Gosjtjanskeplateauet. Længst mod syd går oblasten over i det podolske højlands skråninger, herunder Voronjaki, hvor det højeste punkt i Rivne oblast på 372 moh. befinder sig.
Der er 171 floder med en længde på 10 km eller mere i Rivne oblast som alle er en del af Dneprs afvandingsområde. Den vigtigste vandvej er floden Horyn (længde i oblasten 386 km) og dens største biflod Slutj. Andre store floder Rivne oblast er Styr, Lva , Stvyha og Pripjat længst mod nord.